# ザニュースTSCワイド
『ザニュースTSCワイド』（ザニュース ティーエスシーワイド）は、2006年4月3日から2007年3月30日までテレビせとうちで月曜日 - 金曜日 16:45 - 17:30 （以下日本標準時）に放送されていた夕方のローカルニュース番組。それまで同時間帯に放送されていた『ザニュースTSC』を発展した形となっていた。17:00 - 17:23まではテレビ東京の『速ホゥ!』を内包し、ステーションブレイク無しで繋いでいた。

## 概要
TSCが柳町新社屋へ移転したのに伴い、2006年11月20日にスタジオを一新。さらにはこれまでモノラル放送だったのがステレオ放送に変更された。それと同時に「HV ハイビジョン制作」マークが付くようになった。
2007年4月2日、『速ホゥ!』の構成変更によってローカルニュース枠が15分間確保できたため、タイトルを『ザニュースTSC』に戻した。これに伴い、『レディス4』が1年ぶりにフルネットに戻ったほか、夕刊コーナーも再び分離して15:55に『ニュース山陽夕刊』が復活した。

## 出演者

### キャスター
- 中島有香

### 夕刊コーナー担当
17時台のみ登場するかつての「ニュース山陽夕刊」の流れを汲んだコーナー。ここで登場するキャスターは21・22時台で放送される『TSCニュース』も担当していた。キャスターは日替わり。
- 村松美保
- 樋本美由紀
- 保崎弥緒